# Инти
Инти (кечуа inti, айм. inti «солнце») — бог Солнца в мифологии инков и покровитель Тауантинсуйу. Точное происхождение образа этого бога неизвестно, но, по наиболее распространённой версии мифологии инков, он был сыном Виракочи, бога цивилизации.

## Культ
Мифология и религия инков была основана на природных явлениях, а Солнце было одним из важнейших аспектов жизни, ибо оно обеспечивало тепло и дневной свет. Инти, бог Солнца считался богом-прародителем жизни. Ему поклонялись в основном крестьяне, которые зависели от солнца для получения урожаев. Хотя это был бог второго ряда после Виракочи, который получал больше жертвоприношений. Сапа Инка, верховный правитель, считался прямым потомком и наследником Инти.

## Легенды
Инти и его жена, Пачамама, богиня Земли, как правило, были среди наиболее почитаемых божеств. Мама-Киль, его сестра и богиня Луны, также часто считалась его женой. Согласно древней легенде, Инти научил своего сына Манко Капака и дочь Мама Окльо искусству цивилизации, после чего они были отправлены передать знания человечеству. Однако по другой легенде Манко Капак был сыном Виракочи. Инти повелел своему сыну построить столицу инков Куско, где большой золотой клин, который он нес, упадет на Землю. По легенде, это произойдёт именно в Куско. В самой Империи Инков правитель государства (Сапа Инка) считался живым представителем Инти на Земле. Верховный жрецом Инти был уильяк уму, второй по степени влияния человек в государстве и зачастую брат правителя. Часто инти был известен как Апу Пучау или «обладатель дневного света». Инти обычно изображался в виде золотого диска с лицом человека.
По утверждению испанских конкистадоров, огромный диск с изображением Инти был захвачен в 1571 году. Его планировали послать в подарок папе римскому, но затем передумали. Что стало с ним дальше — неизвестно.

## Инти Райми

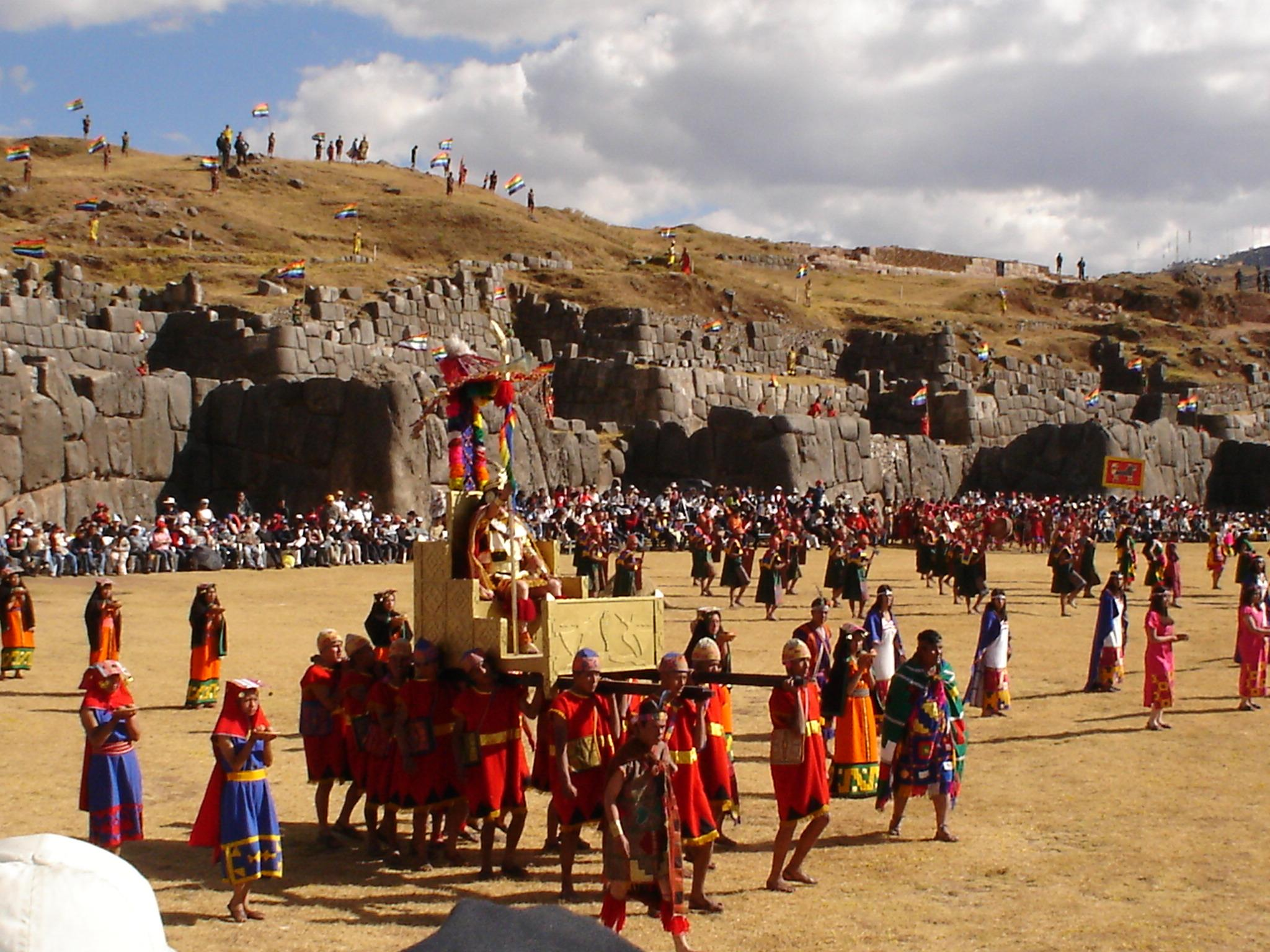
Инти Райми, Саксайуаман, Куско
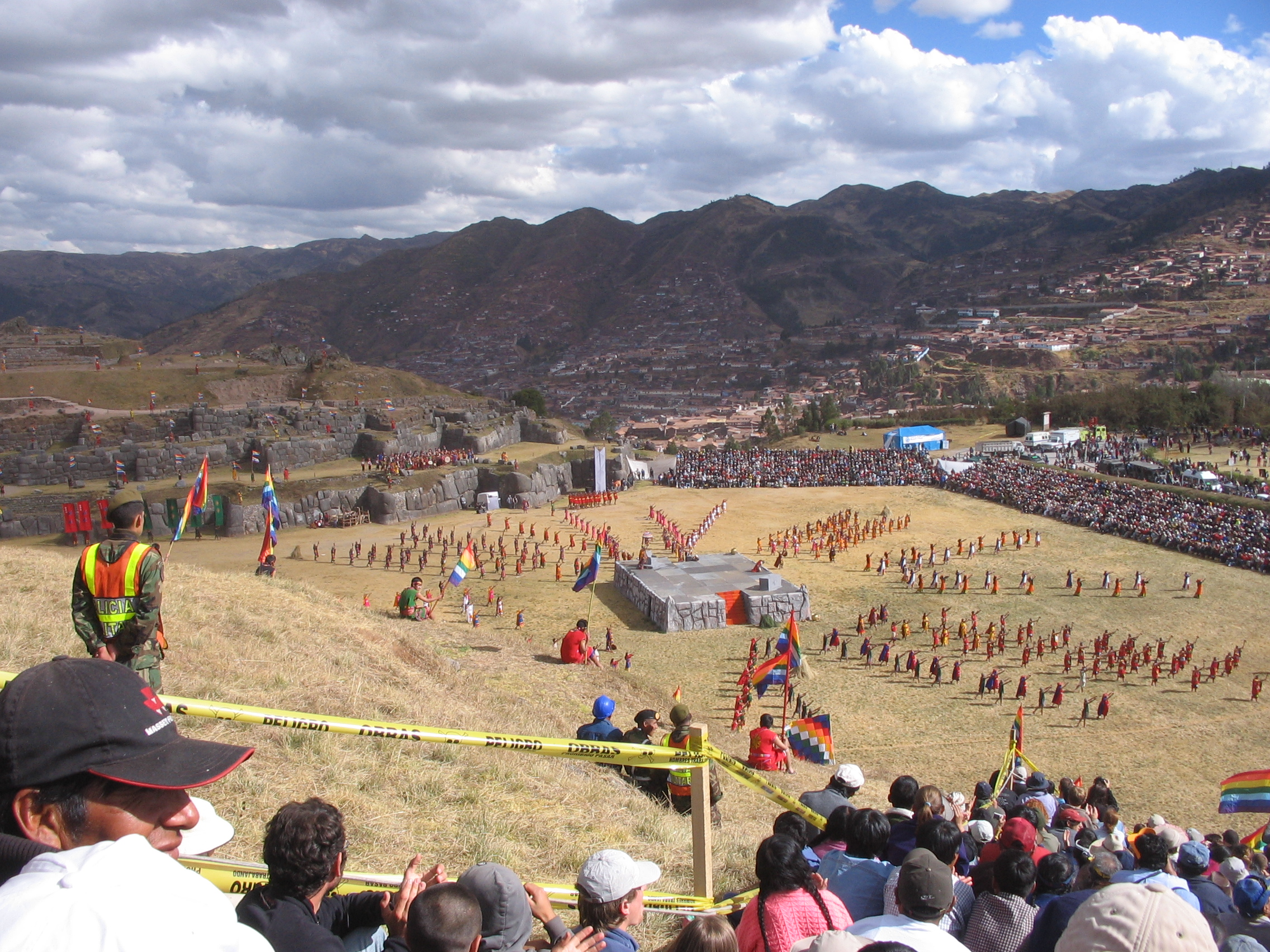
Инти Райми, Саксайуаман, Куско, 24.06.2007
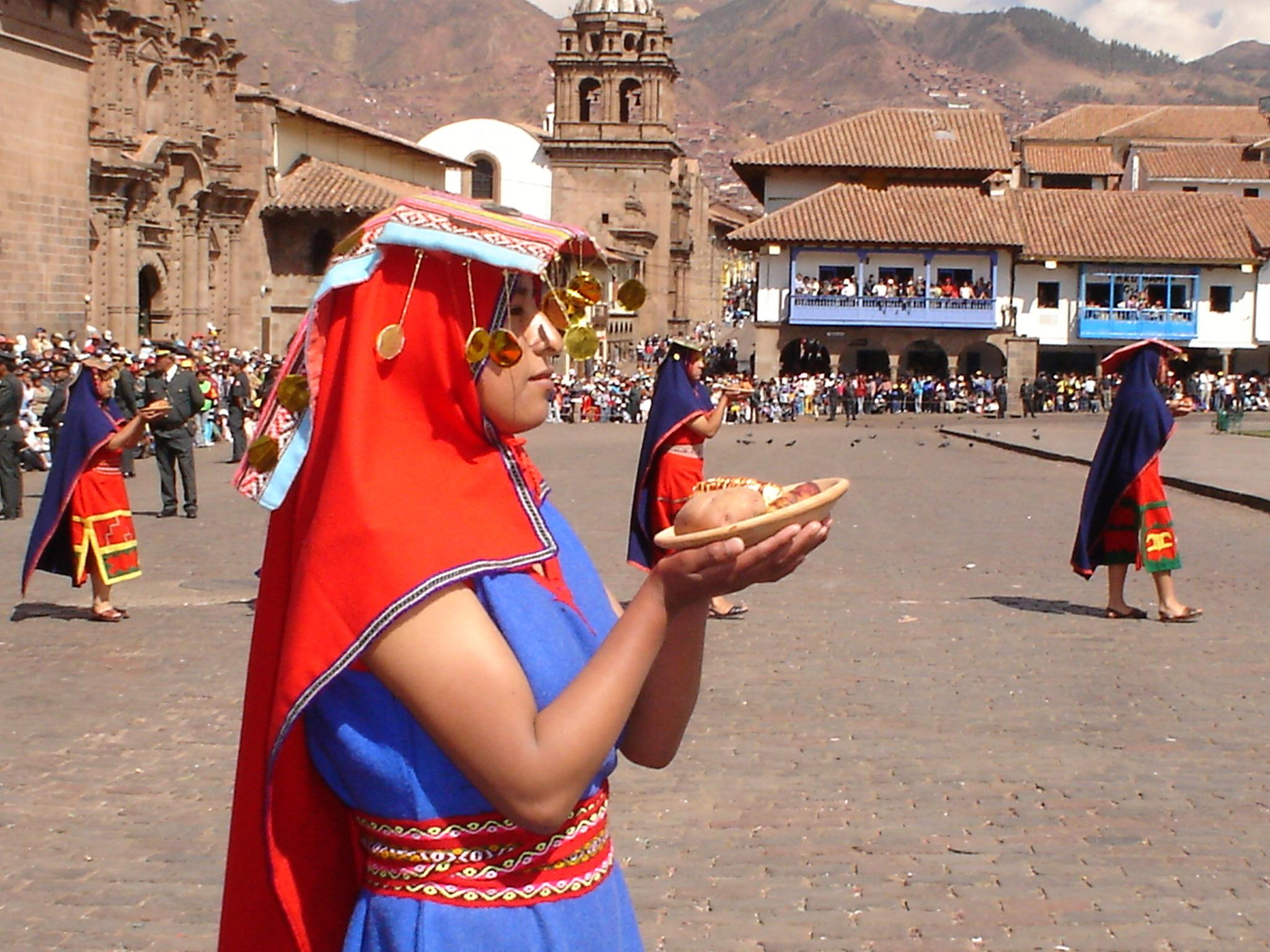
Инти Райми, Куско, Уакайпата, 24.06.2005

Этот фестиваль был приурочен к зимнему солнцестоянию, которое происходит около 24 июня. Традиционно фестиваль проводился в Куско, где его посещали жители всех земель Тауантинсуйу. Название «Инти Райми» (кечуа Inti Raymi) означает «праздник Солнца». Все должностные лица и военные офицеры посещали фестиваль в своих лучших парадных костюмах, как и вассальные правители, и несли с собой лучшее оружие. Перед фестивалем проводилась подготовка в течение трех дней, в это время запрещалось зажигать огонь или вступать в половые отношения. Солнечный фестиваль длился девять дней, в течение этого времени употреблялось большое количество еды и напитков. Для Инти приносили много жертвоприношений, особенно в течение первого дня. Лишь после окончания фестиваля гостям разрешалось возвращаться домой.
В колониальный период ряд обрядов Инти Райми были перенесены на день памяти Иоанна Крестителя (Сан Хуан), который также отмечается 24 июня.
В настоящее время традиция проведения Инти Райми возрождена (без поста и жертвоприношений, а роль Сапа Инки играет актёр) и привлекает тысячи перуанцев, боливийцев, эквадорцев, а также иностранных туристов в Куско. Кроме того, Инти Райми отмечается как фестиваль андского фольклора во многих других городах и сёлах Южной Америки, а также США, Испании и ряда других стран, в которых есть заметная андская диаспора.

## Интересные факты

Реверс банкноты достоинством 5 000 000 инти

- Франсиско Писарро обнаружил в Тавантинсуйу подсолнечник, где местные жители почитали изображение подсолнечника как символа солнечного божества — Инти (другое название — Пунчао). Золотые статуи этого цветка, также как и семена, были доставлены в Европу.
- Валютная единица Перу с 1985 по 1991 год называлась «инти» в честь бога Солнца.

## Инти на флагах

Изображение Инти, помещённое Хосе Бернардо де Талье на флаг Перу
Олицетворяющее Инти Майское солнце, помещённое на флаг Аргентины
Олицетворяющее Инти Майское солнце, помещённое на флаг Уругвая

### Статьи
- Куприенко C. А., Ракуц Н. В. К вопросу о реформировании культа и храмового хозяйства в инкской империи (Перу, XV в.) // Латинская Америка : журнал. — М., 2013. — Вып. 4. — С. 72-82. — ISSN 0044-748X.